# Tremulous
Tremulous — многопользовательская компьютерная игра, смесь жанров 3D-action (FPS) и стратегии реального времени (RTS). Игра работает на базе игрового движка Quake III и изначально создавалась как модификация (мод) к игре Quake III, но в настоящее время является самостоятельным продуктом и не требует инсталляции Quake III. Tremulous полностью распространяется под свободной лицензией GPL v2, исходные коды поставляются вместе с дистрибутивом игры, а бинарные версии доступны для платформ Linux, FreeBSD, Mac OS X и Microsoft Windows.
Сюжет игры построен на военном противостоянии двух рас — людей (humans) и пришельцев (aliens). Действие разворачивается на различных космических и земных объектах, судя по интерьеру, построенных людьми. Цель игры проста — тотальное уничтожение существ противостоящей расы и принадлежащих ей построек. Игрок может выбирать, за какую расу он будет играть, это определяет для него дальнейших игровой процесс — обе расы сильно различаются по своим игровым характеристикам. Люди пользуются стрелковым оружием, пришельцы полагаются на свои природные качества — когти, зубы и быстроту перемещения. Также пришельцы могут передвигаться по стенам и потолку, что делает процесс игры за них весьма необычным.

## Геймплей

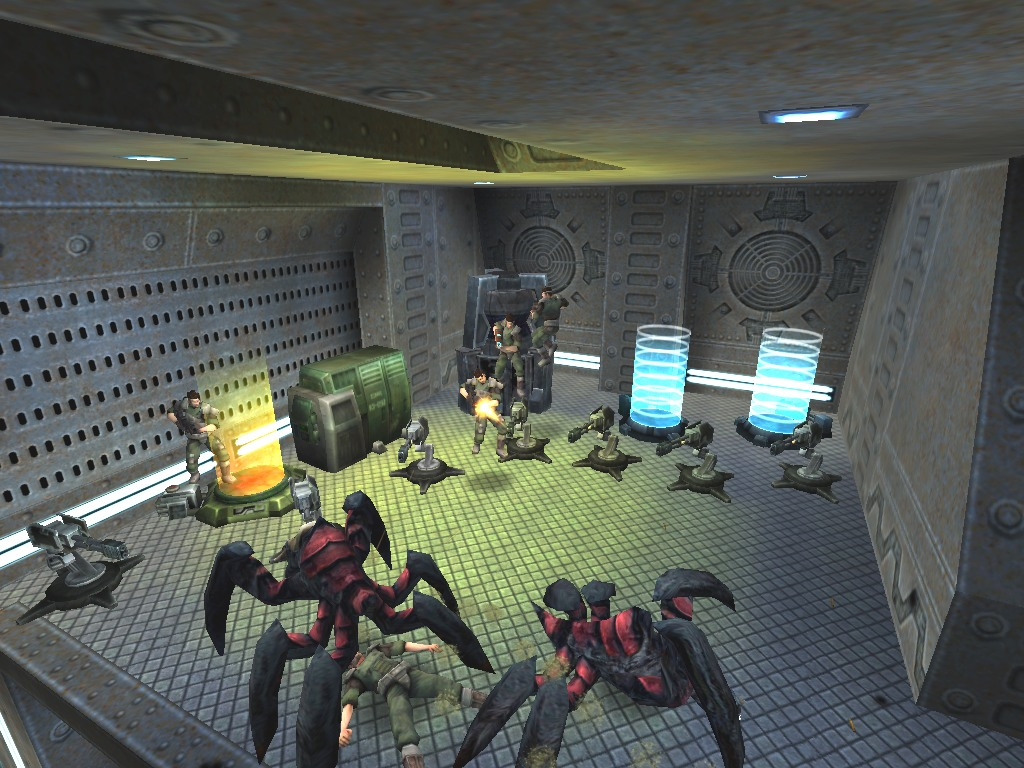
Люди отбивают атаку пришельцев. Наиболее популярная структура базы людей на карте ATCS

Игровой процесс Tremulous состоит из двух частей — 3D-шутер от первого лица и стратегия в реальном времени. Каждая команда имеет три стадии развития, переход на следующую стадию предоставляет новые постройки, оружие и игровые классы. Для того чтобы команда перешла на следующую стадию, ей необходимо набрать определённое число фрагов. Число необходимых фрагов зависит от количества игроков, что позволяет сбалансировать длительность раундов.
У каждой команды есть различные «игровые классы» — люди могут покупать вооружение и амуницию, а пришельцы эволюционировать в более мощные особи. Выбор ограничен только количеством кредитов у людей или очков эволюции у пришельцев (очки даются за убийства врагов). Обычно в каждой команде присутствуют один или несколько игроков-строителей, которые не вооружены или имеют очень слабые средства самозащиты. При возведении или деконструкции постройки у строителя появляется таймер, который не позволяет ему сменить класс или оружие, а также производить ремонт.
Неопытный игрок может напрямую (по неосторожности убить товарища по команде) или косвенно (неудачно возвести постройки, постоянно жертвовать себя команде оппонента) навредить своей команде, поэтому зачастую таких игроков призывают вести более осторожный стиль игры, а могут даже и выгрузить игрока с сервера с помощью голосования команды.

## Игровые классы

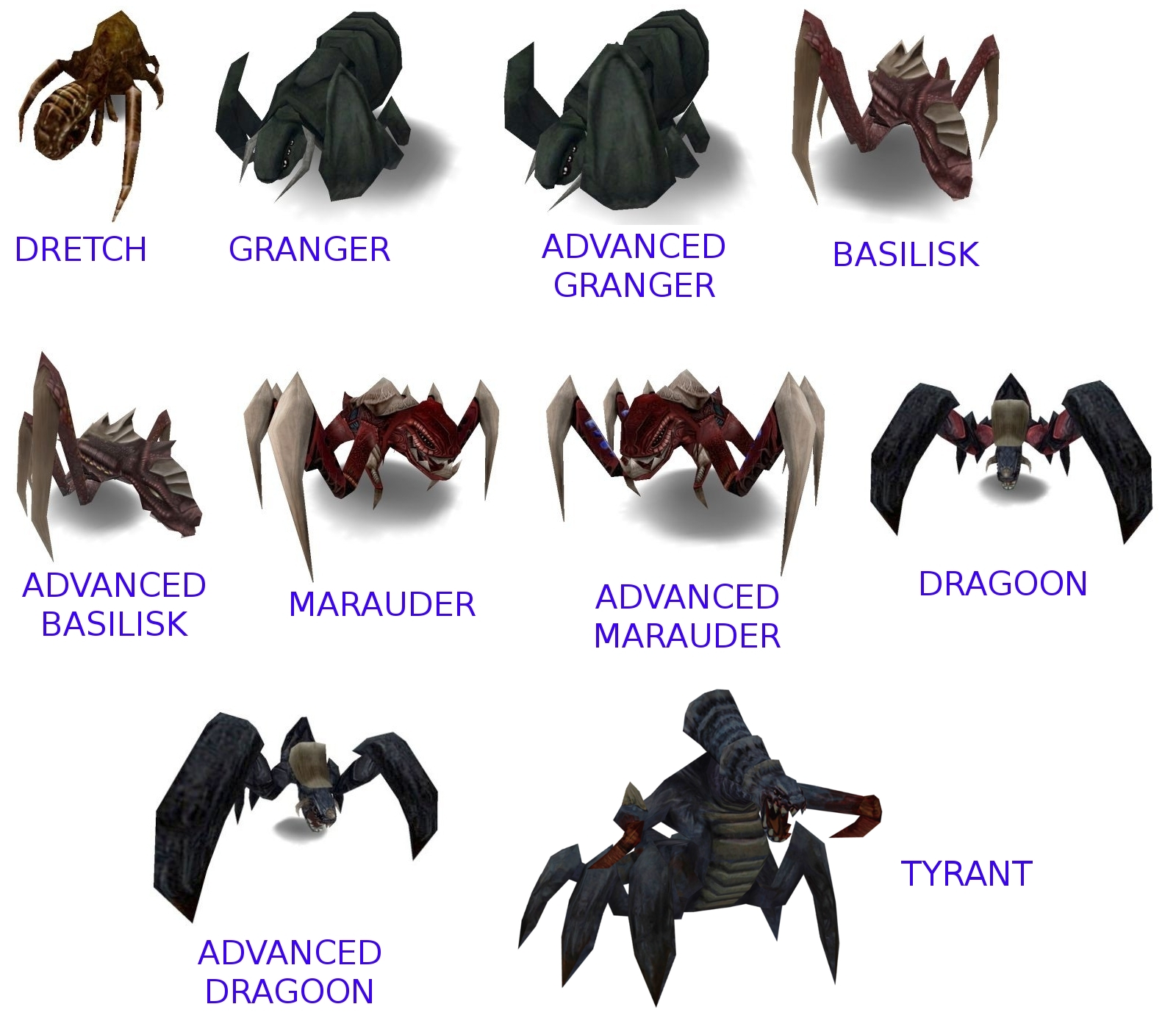
Классы чужих

Классы у людей определяются выбором оружия — за уничтожение пришельцев игрок получает на счёт деньги, которые он может тратить на покупку своей амуниции и оружия. У пришельцев смена класса осуществляется посредством мутации, на которую тратятся очки эволюции (evo points), выдаваемые за уничтожение противника.

## Строительство объектов
Стратегический элемент игры — возможность строительства различных служебных объектов: у людей этим занимаются инженеры с помощью специальных устройств «construction kit», а у пришельцев особый класс существ-строителей — гренджеры (grangers). Допустимый набор построек и их действие различается в зависимости от выбранной расы.

## Карты
Карты, которые идут в комплекте с клиентом версии 1.1.0:

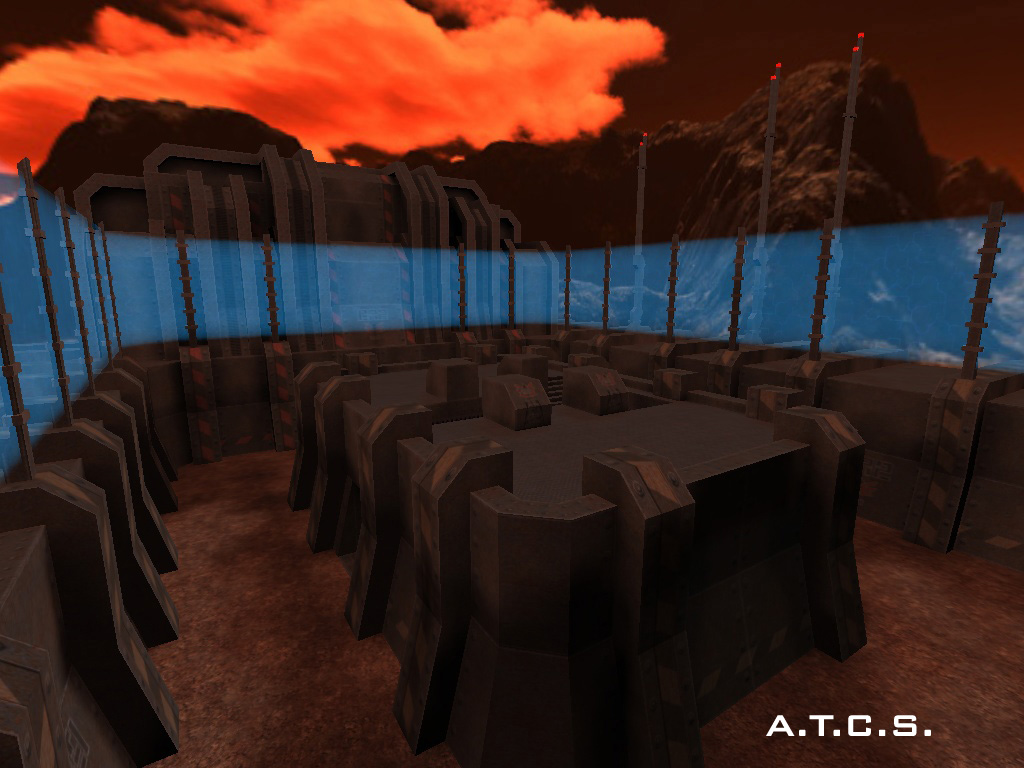
Advanced Tactical Combat Simulaiton
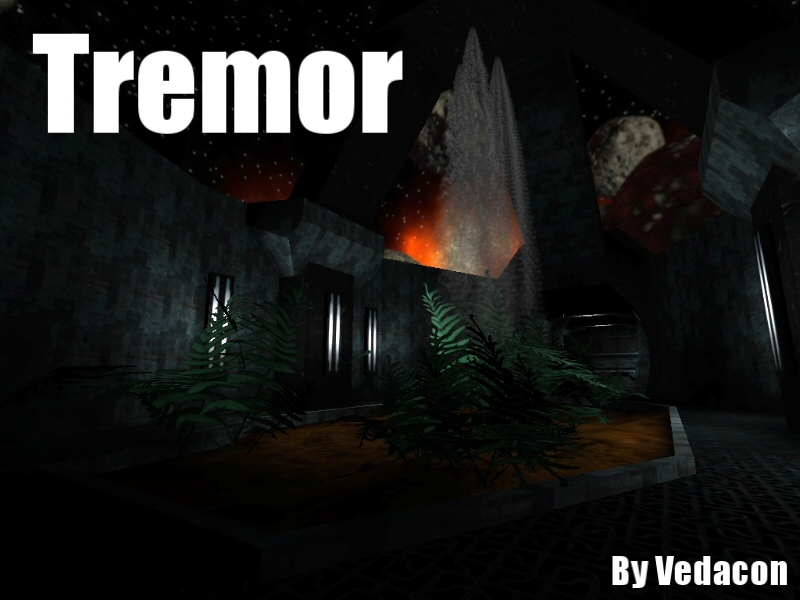
Tremor
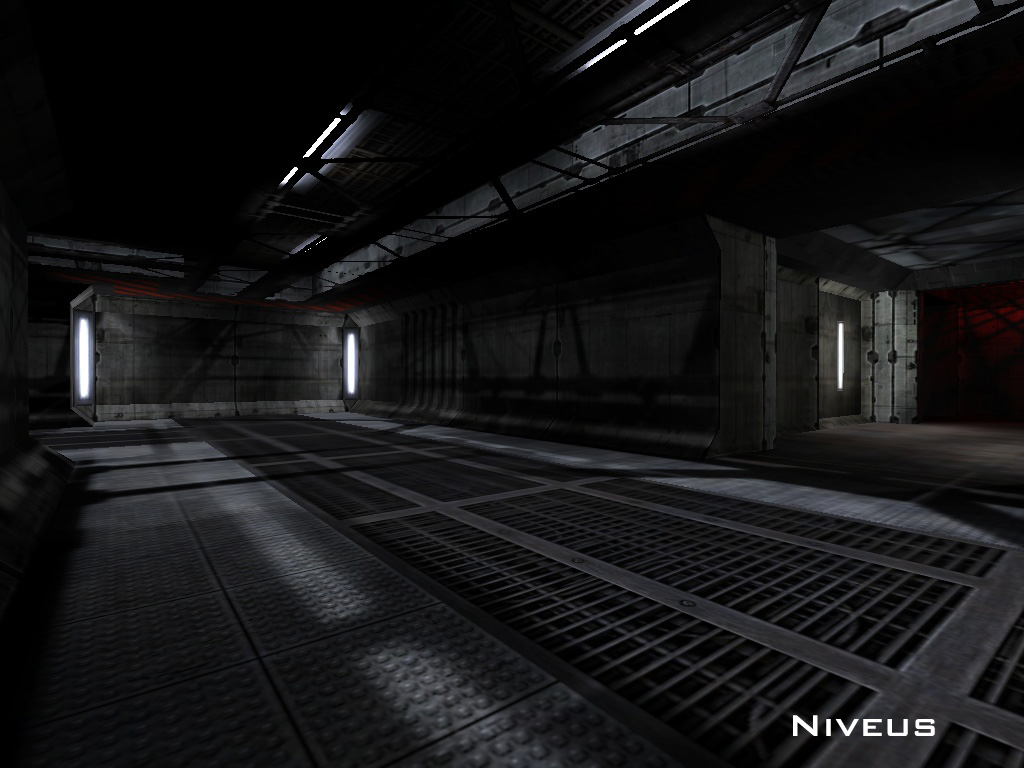
Niveus
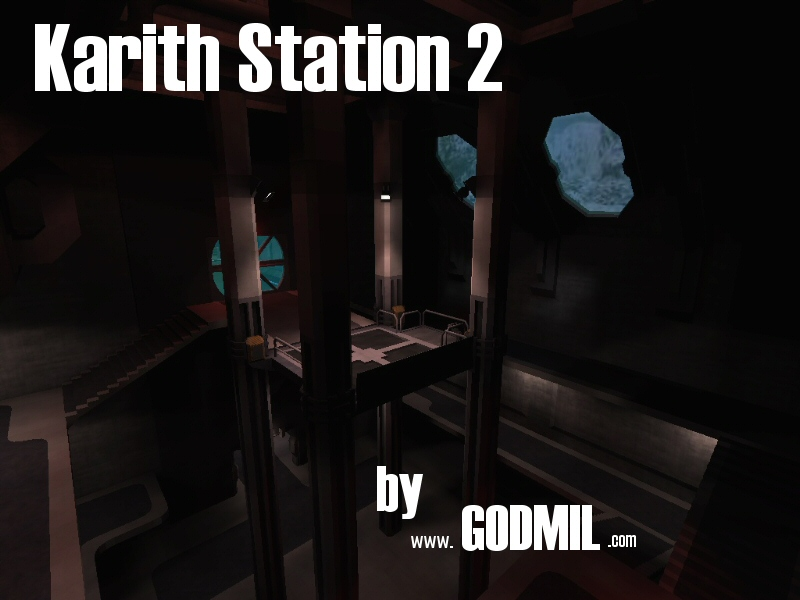
Karith Station 2
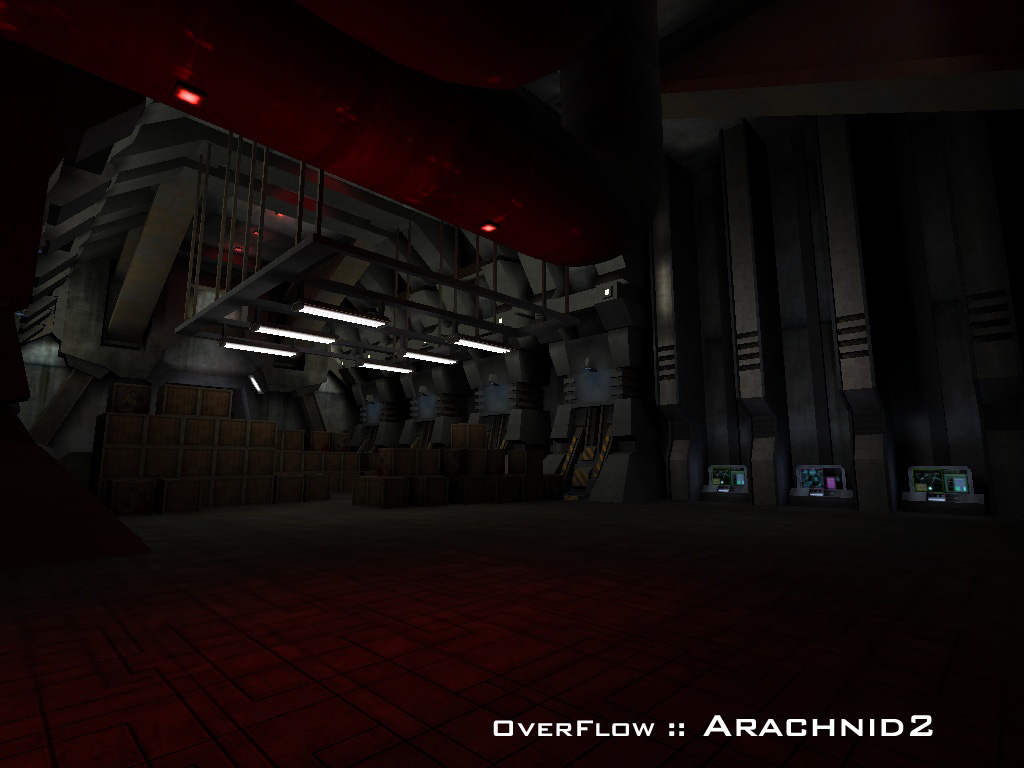
Arachnid2
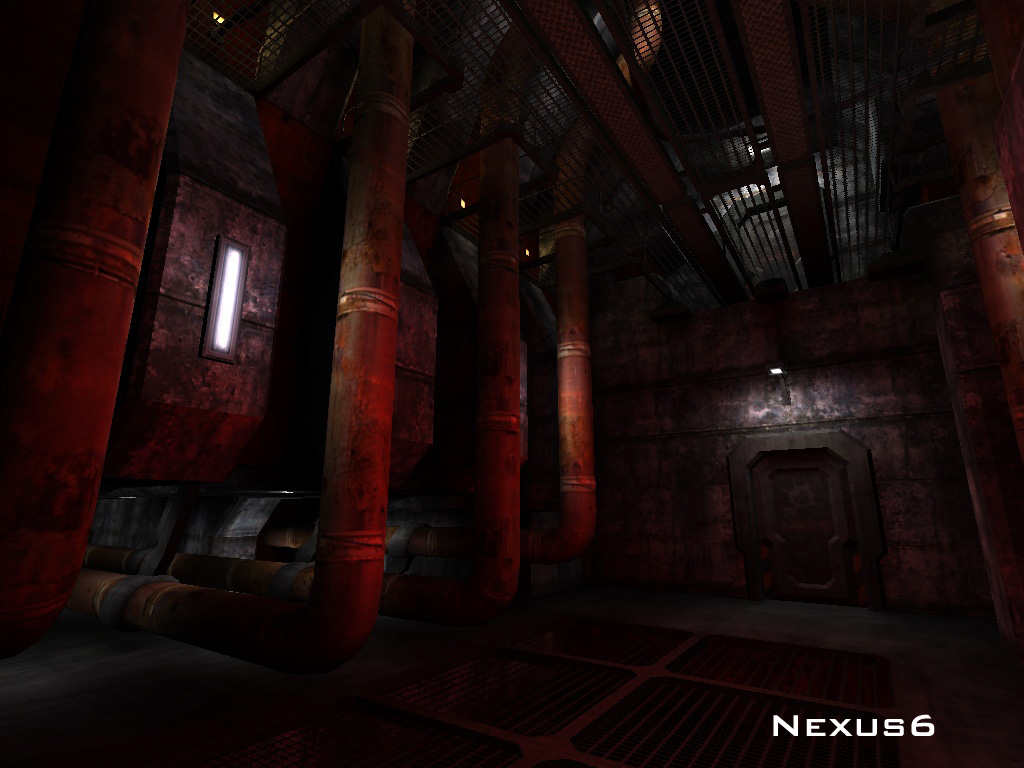
Nexus6
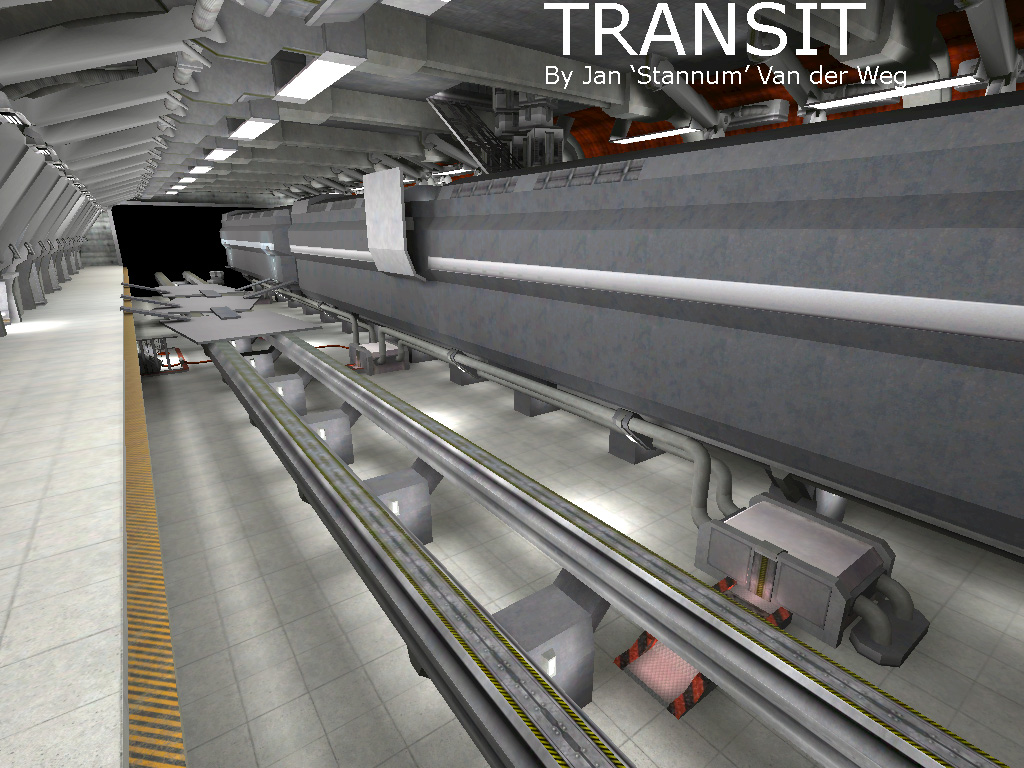
Transit
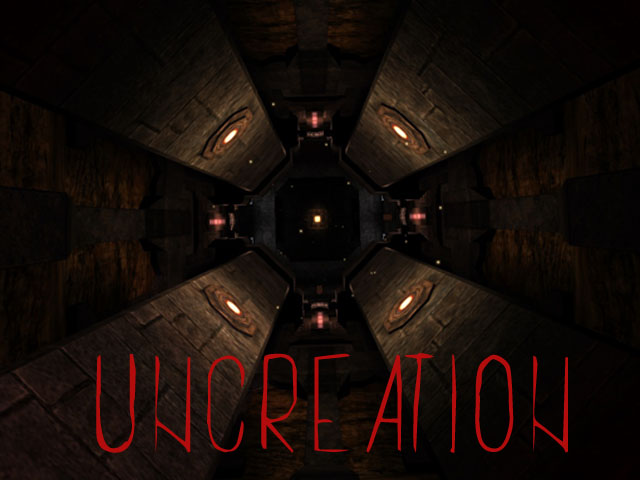
Uncreation

Большинство серверов используют дополнительно карты от сторонних разработчиков. Точное число карт, разработанных для Tremulous, назвать сложно, однако счёт идёт на сотни.

## Разработчики
Права на игру принадлежат Dark Legion Development.
- Тим Ангус (Tim ’Timbo’ Angus) — программирование и управление
- Ник Джансенс (Nick ’jex’ Jansens) — создание карт, текстурирование и 2D-арт
- Робин Маршалл (Robin ’OverFlow’ Marshall) — моделирование, анимация и создание карт
- Ян ван дер Вег (Jan ’Stannum’ van der Weg) — текстурирование и создание карт
- Майк МакИннерней (Mike ’Veda’ McInnerney) — моделирование, анимация и текстурирование
- Гордон Миллер (Gordon ’Godmil’ Miller) — создание карт
- ’Who-[Soup]’ — создание карт
- Тристан Близ (Tristan ’jhrx’ Blease) — создание карт
- Пол Гревенсон (Paul ’MoP’ Greveson) — моделирование и текстурирование
- Крис МакКарти (Chris ’Dolby’ McCarthy) — звук